# 明太子

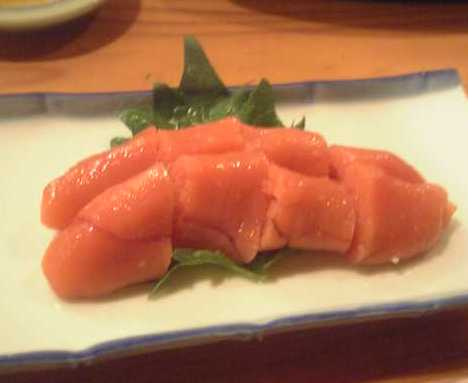
明太子

明太子（／ mentaiko）是阿拉斯加鳕鱼的鱼子（包括卵巢组织）经过加工腌制而成的食物，有时会加以辣椒粉去腥，所以通常都带少许辣味。因为朝鲜将阿拉斯加鳕鱼称作「明太」（ myeongtae），传到日本后，这种鱼的鱼子自然就被称为「明太子」。明太子多用于日本菜，既可以直接食用，也可以夹在饭团里吃，还可以用作调味，味辛辣。